# Alejandro Alloatti
Alejandro Alloatti (Santo Tomé, Santa Fe, 29 de noviembre de 1984) es un baloncestista profesional argentino. 

## Trayectoria
Formado en la cantera de los clubes santafesinos Rivadavia Juniors y Unión, fue reclutado por Obras Basket en 1999. Poco después de llegar allí, jugó su primer partido con el plantel profesional el 19 de noviembre de 1999 contra Quilmes de Mar del Plata, teniendo apenas 14 años. Al año siguiente recibió su primera convocatoria a la selección juvenil de básquet de Argentina. Evolucionó rápidamente, por lo que fue invitado para participar del XV Juego de las Estrellas de la LNB.
En 2003 llegó a España, contratado por el Forum Valladolid, con el cual pudo debutar en la ACB. Fue cedido luego al UFC Zamora, CB Ciudad de Huelva, y al Plasencia Galco. Retornó a la Argentina en 2007 y estuvo cerca de un año y medio en Boca, una temporada casi completa en Lanús y un nuevo periodo en Obras Basket, antes de unirse a Libertad y convertirse en una pieza clave del equipo. 
Cuando los sunchalenses vendieron su plaza de la LNB en 2017, Alloatti acordó su incorporación a Peñarol de Mar del Plata. En 2019 arregló su llegada a Ameghino de Villa María, un equipo de la segunda división argentina. Sin embargo en 2020 retornó a la máxima categoría del baloncesto profesional del país, fichado por Libertad. Al año siguiente, después de que Libertad vendiese nuevamente su plaza en LNB, el pivote se unió a Platense.

### Clubes
| Club                     | País      | Año         |
| ------------------------ | --------- | ----------- |
| Obras Basket             | Argentina | 1999 - 2003 |
| Forum Valladolid         | España    | 2003 - 2004 |
| UFC Zamora               | España    | 2004        |
| Forum Valladolid         | España    | 2004 - 2005 |
| CB Ciudad de Huelva      | España    | 2005        |
| Plasencia Galco          | España    | 2006        |
| Forum Valladolid         | España    | 2006 - 2007 |
| Boca                     | Argentina | 2007 - 2008 |
| Lanús                    | Argentina | 2008 - 2009 |
| Obras Basket             | Argentina | 2009 - 2011 |
| Libertad                 | Argentina | 2011 - 2017 |
| Peñarol de Mar del Plata | Argentina | 2017 - 2019 |
| Ameghino de Villa María  | Argentina | 2019 - 2020 |
| Libertad                 | Argentina | 2020 - 2021 |
| Platense                 | Argentina | 2021 - 2022 |
| Sportivo Suardi          | Argentina | 2022        |
| Platense                 | Argentina | 2022 - 2023 |
| Argentino de Junín       | Argentina | 2023        |

## Selección nacional
Alloatti fue miembro de los seleccionados juveniles de baloncesto de Argentina, llegando a competir en el Campeonato Mundial de Baloncesto Sub-19 de 2003 y en el Campeonato Mundial de Baloncesto Sub-21 de 2005.
Fue convocado a la selección mayor en 2001 por Rubén Magnano. Disputó los Juegos de la Buena Voluntad de Brisbane, en los que su equipo consiguió la medalla de plata tras caer en la final ante un combinado de los Estados Unidos integrado por jugadores de la NBA.
Luego de esa experiencia, no volvió a vestir la camiseta del equipo nacional hasta ser citado nuevamente para participar del Campeonato Sudamericano de Baloncesto de 2010 y del torneo de baloncesto de los Juegos Panamericanos de 2011.